# Rootkit
Rootkit alatt bizonyos szoftvereszközöket értünk, melyek segítségével egy cracker könnyen visszatérhet a "tett színhelyére", ha már korábban beférkőzött a rendszerbe, hogy bizalmas adatokat gyűjtsön a fertőzött számítógépről. 
Az alapötlet korántsem új, Unix és Linux platformokon már eddig is léteztek ilyen rootkit kártevők. Elnevezésük unixos (Linux) környezetből ered, ahol a privilegizált felhasználói fiókot gyökérnek nevezik (root), és az installáló csomag neve angolul kit. Ezek a gyökércsomagok a rendszermagba épülnek be. Újabban népszerűsége miatt a Windows az előszeretettel célba vett, egyben a legjövedelmezőbb áldozat. A rootkiteket legtöbbször úgy helyezik el, hogy a rendszerfájlokat fertőzik meg, amik továbbra is ellátják feladataikat, de már bennük van az ártó kód. A hackereket manapság már az anyagi haszonszerzés vezérli, a védtelen vagy nem megfelelően védett számítógépek tömkelege pedig jó lehetőség számukra. A hackereknek jóval egyszerűbb és kifizetődőbb az otthoni számítógépek tízezreit megfertőzni, mint a Unix vagy Linux rendszereket futtató kiszolgálókat, amelyekből jóval kevesebb áll rendelkezésre, és felépítésük biztonságosabb.